# Cantone di Villafranca
Il cantone di Villafranca (in francese canton de Villefranche-sur-Mer) era una divisione amministrativa dell'arrondissement di Nizza.
A seguito della riforma approvata con decreto del 24 febbraio 2014, che ha avuto attuazione dopo le elezioni dipartimentali del 2015, è stato soppresso.

## Composizione
Comprendeva 6 comuni:
- Beaulieu-sur-Mer
- Cap-d'Ail
- Èze
- Saint-Jean-Cap-Ferrat
- La Turbie
- Villafranca